# Babits Mihály alkotói emlékdíj
A Babits Mihály alkotói emlékdíj egy magyar irodalmi díj, amit a Magyar Irodalomtörténeti Társaság alapított 2008-ban, hogy a kiemelkedően jelentős szépírói és tudományos életműveket jutalmazzák ezzel az elismeréssel. A díjat Babits Mihályról nevezték el, akinek kisplasztikáját Kocsis András Sándor szobrászművész készítette el.

## Az eddigi díjazottak
- 2008: Hubay Miklós
- 2008: Juhász Ferenc
- 2009: Kányádi Sándor
- 2009: Rába György
- 2010: Tandori Dezső
- 2011: Fejes Endre
- 2011: Bodor Ádám
- 2012: Esterházy Péter
- 2013: Krasznahorkai László
- 2014: Lator László
- 2015: Rakovszky Zsuzsa
- 2016: Kemény István
- 2017: Gergely Ágnes
- 2018:
- 2019:
- 2020: Kovács András Ferenc
- 2021:
- 2022:
- 2023:
- 2024: